# Дренажный колодец

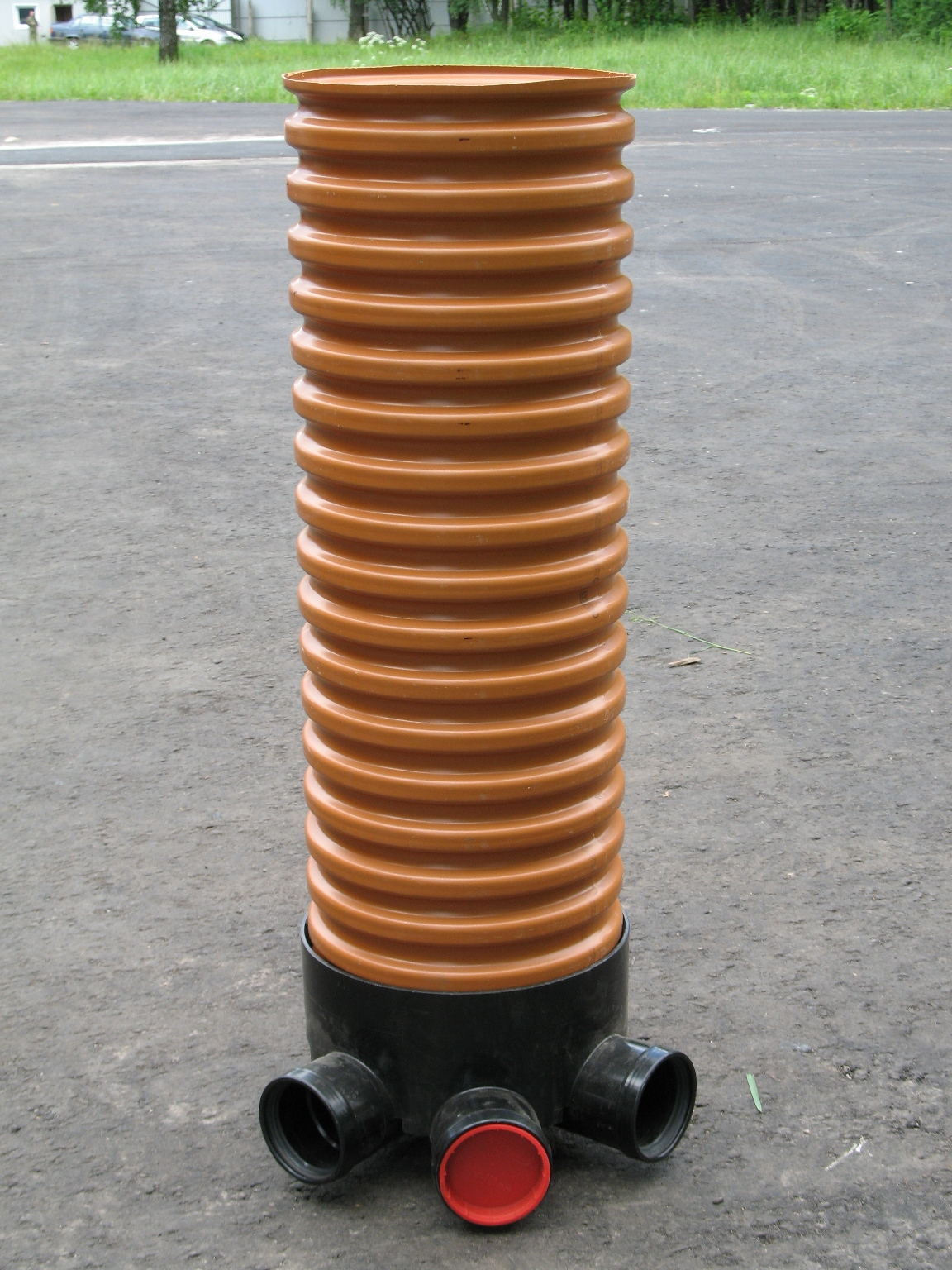
Поворотный дренажный колодец с установленной смотровой камерой.

Дрена́жный коло́дец — инженерное сооружение, значимый элемент системы закрытого дренажа, используется для прочистки дренажной системы, наблюдения за её работой, служит в качестве водоприёмника при осушении территории.

## Классификация
Основные разновидности дренажных колодцев: поворотные, поглотительные и водоприемные.

### Поворотные колодцы
Поворотным колодец так называется потому, что устанавливается на повороте трубы дренажной системы (как правило, на втором) или в местах, где сходится несколько каналов. Через поворотные колодцы осуществляется очистка системы (например, струей воды) и надзор за работой системы дренажа. Поворотный колодец необходим для того, чтобы иметь удобный доступ к подводящему и отводящему участкам труб одновременно.
Поворотные дренажные колодцы могут быть как совсем небольших габаритов, так и достаточного размера для того, чтобы человек, забравшись внутрь, мог непосредственно инспектировать каналы, промывать систему и устранять возможные неполадки.

### Поглотительные колодцы
Поглотительные (поглощающие, фильтрующие) колодцы сооружаются на осушаемой территории когда нет возможности вывести влагу в место понижения. Диаметр такого колодца, как правило, составляет полтора метра, глубина — не менее двух метров. Колодец засыпается гравием, щебнем, котельным шлаком, битым кирпичом или другим материалом, сверху застилается геотекстилем и укрывается грунтом. Наружные стены и основание колодца защищаются той же обсыпкой. Вода проникает в поглощающий колодец, фильтруется в нём и уходит в нижележащие слои почвы.
Поглотительные колодцы успешно используются на участках с небольшим объёмом сточных вод (не более 1 м3 в сутки) и преобладанием песчаного и супесчаного грунта.

### Водоприёмные колодцы
Водоприемные колодцы сооружаются в случаях, когда естественная ёмкость или водоём для сброса воды (овраг, канава, река) находятся на большом расстоянии от участка или отсутствуют, а высокий уровень грунтовых вод или тип почвы не позволяет использовать поглотительные колодцы.
Водоприёмный колодец представляет собой пластиковую ёмкость либо конструкцию из бетонных колец, защищённую от засорения и заиливания обсыпкой и геотекстилем.
Влага, которая собирается в водоприёмном колодце, откачивается погруженным дренажным насосом за пределы участка — сбрасывается в удаленную канаву или естественный водоём или собирается в специальном бассейне для последующего полива участка.

## Материалы для дренажных колодцев
Дренажные колодцы могут сооружаться из бетона (несколько бетонных колец, уложенных друг на друга). Более современный вариант — готовые колодцы из пластика или стеклопластика, которые позволяют существенно сократить объёмы строительных работ. Их преимущества — небольшая масса, наличие всех необходимых отводов, лёгкость и высокая скорость монтажа.